# Abbazia di Notre Dame d'Orval
L'abbazia di Notre Dame d'Orval (Abdij Notre-Dame d'Orval) è un monastero cistercense fondato nel 1132 nella regione storica della Gaume, in Belgio, ed è situata a Villers-devant-Orval, nella attuale provincia vallone del Lussemburgo. L'abbazia è rinomata per la sua storia e per la vita spirituale dei monaci ma anche per la locale produzione di un formaggio tipico e della birra trappista Orval, nell'annesso birrificio.

## Prima fondazione

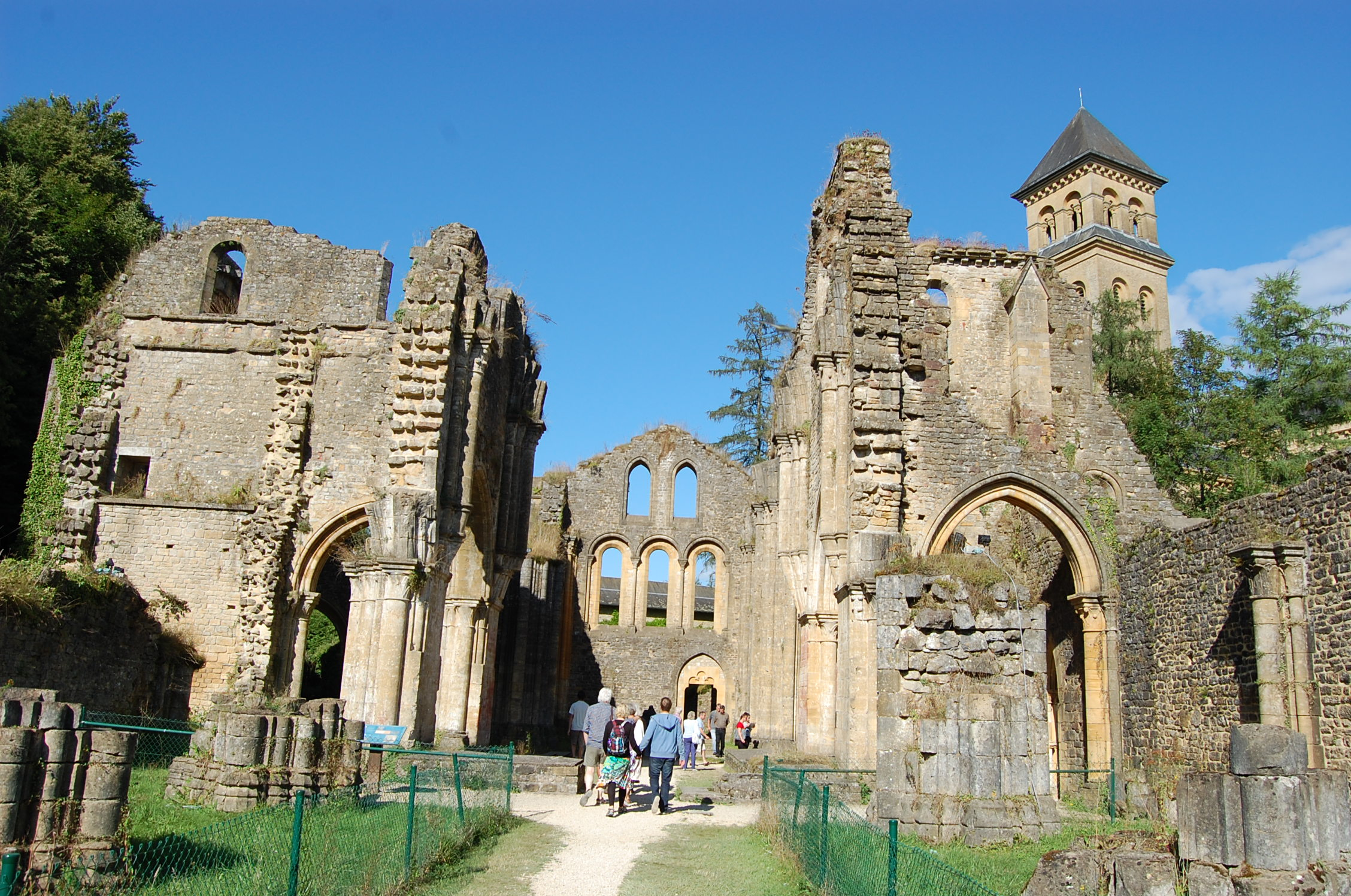
La chiesa abbaziale.

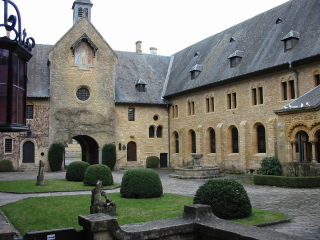
Entrata dell'Abbazia dalla foresteria.

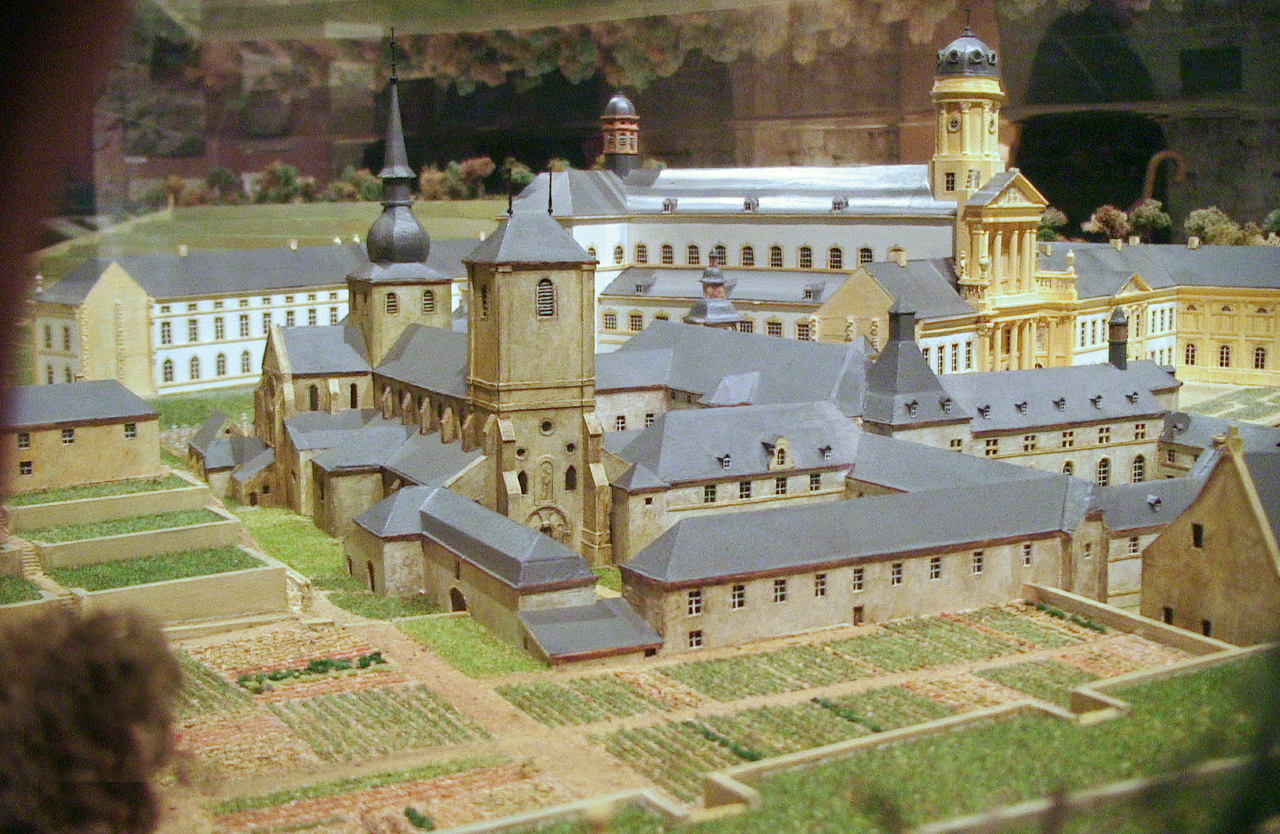
Modellino dell'abbazia prima della Rivoluzione.

Il luogo è stato occupato fin dal periodo merovingio ma ci sono tracce di una preesistente cappella del X secolo. Nel 1070, un gruppo di monaci Benedettini provenienti dalla Calabria si stabilì qui, su invito di Arnould conte di Chiny, e iniziarono la costruzione di una chiesa e di un monastero; dopo circa quarant'anni però, probabilmente a causa della morte del conte Arnould, si recarono altrove. Furono rimpiazzati da una comunità di Canonici, che completarono i lavori: la chiesa fu consacrata il 30 settembre 1124.
Nel 1132 arrivò un gruppo di monaci cistercensi dell'abbazia di Troisfontaines nella Champagne e i due gruppi diedero vita ad una singola comunità di ordine cistercense, sotto la guida del primo abate, Constantin. Attorno al 1252, il monastero fu distrutto da un incendio; la ricostruzione richiese circa cent'anni.
Tra il XV e il XVI secolo, le varie guerre tra Francia e le regioni circostanti (Borgogna e Spagna) ebbero un forte impatto su Orval. Fu dapprima edificata una fonderia all'interno dell'abbazia; poi, nel 1637, durante la guerra dei trent'anni, il monastero fu saccheggiato e bruciato dai mercenari francesi.
Nel corso del XVII secolo, l'abbazia aderì alla branca dei Trappisti dell'Ordine Cistercense, ma si riconvertì nuovamente alla Regola di San Benedetto attorno al 1785. Nel 1793, durante la rivoluzione francese, l'abbazia, rea di aver ospitato le truppe austriache, fu completamente data alle fiamme dall'esercito francese e l'intera comunità fu dispersa.

## Seconda fondazione
Nel 1887, la terra e le rovine dell'abbazia furono acquisite dalla famiglia Harenne, che le donò nuovamente all'Ordine Cistercense nel 1926, in modo che la vita monastica potesse riprendere in quel luogo sacro. Tra quell'anno e il 1948, sotto la direzione del monaco Trappista Marie-Albert van der Cruyssen, fu costruito il nuovo monastero e nel 1935 Orval riacquisì il riconoscimento di abbazia. La nuova chiesa fu consacrata l'8 settembre 1948.
Le rovine degli edifici medievali sono ancora oggi visitabili.

## La leggenda di Orval
C'è una leggenda sulla fondazione dell'abbazia, che ha l'intento di spiegare il significato del nome Orval e del suo stemma. Stando a questo racconto, Matilde di Canossa stava visitando il luogo, quando smarrì l'anello nuziale in un fiume.
Dopo aver pregato affinché tornasse in possesso dell'anello, una trota apparve sulla superficie dell'acqua con l'anello in bocca. La donna esclamò "Questa è davvero una Valle d'Oro!", da cui deriverebbe il nome "Orval".
Il simbolo dell'abbazia mostra la trota con l'anello in bocca, e quel fiume ancora oggi fornisce acqua al monastero e al birrificio annesso.
Una versione della leggenda è riportata nel "Il libro dell'amore" di Kathleen McGowan, autrice della trilogia della Maddalena; in questo secondo libro si parla in modo del tutto nuovo della contessa Matilde, e anche la perdita dell'anello prende un altro significato.